# Bruno Conti
Bruno Conti (* 13. März 1955 in Nettuno, Provinz Rom) ist ein ehemaliger italienischer Fußballspieler, -trainer und -funktionär.

## Karriere
Conti spielte lange Zeit bei der AS Rom, mit der er 1982/83 unter Nils Liedholm Italienischer Meister wurde. In 304 Meisterschaftsspielzeiten erzielte er 37 Tore. 1979/80, 1980/81, 1983/84 und 1985/86 gewann er die Coppa Italia mit der Roma.
Sein erstes Länderspiel für Italien absolvierte Bruno Conti am 11. Oktober 1980 unter Enzo Bearzot beim 2:0-Sieg in Luxemburg. Durch seine herausragende Leistung war der Mittelfeldspieler maßgeblich am Gewinn der Fußball-Weltmeisterschaft 1982 in Spanien beteiligt. Besonders im Finale gegen Deutschland zeigte er, wieso er in seiner Heimat der Brasilianer genannt wurde. Bis 1986 erzielte er in 47 Spielen für die italienische Nationalmannschaft fünf Tore.
In der Krisensaison 2004/05 führte Conti als vierter Trainer der Saison die Mannschaft des AS Rom ins Pokal-Finale gegen Inter Mailand und somit in den UEFA-Pokal, da sich Inter bereits für die Champions League qualifiziert hatte. Heute ist Conti Jugendtrainer der AS Rom.

## Erfolge
- Weltmeister: 1982
- Italienischer Meister: 1982/83
- Italienischer Pokalsieger: 1979/80, 1980/81, 1983/84, 1985/86